# Salvador Jiménez Coronado
Salvador Jiménez Coronado, Sch. P. (Ciudad Real, 7 de enero de 1747 - Jerez de la Frontera, 24 de noviembre de 1813), matemático, astrónomo y traductor escolapio español.

## Biografía
Ingresó en las Escuelas Pías del Colegio de San Fernando de Lavapiés el 9 de julio de 1761 y profesó el 11 de septiembre de 1763. Estuvo en los seminarios de Getafe (Madrid) y Villacarriedo (Cantabria), donde se interesó por las matemáticas y la astronomía, y en 1769 regresó a San Fernando para enseñar es las Escuelas Pías, pero tres años después, en 1772, fue trasladado al colegio del padre Felipe Scío de San Miguel en Getafe como rector del mismo. Carlos III le otorgó una pensión suficiente para ampliar conocimientos y comenzó un periplo de ocho años que lo llevó primero a Roma, luego a Florencia y más tarde a París, concibiendo ya entonces la idea de crear el Observatorio astronómico de Madrid. Apoyado por el Conde de Floridablanca, José Moniño y Redondo, ministro de Carlos IV, Juan de Villanueva hizo los planos del edificio, que se ubicó y construyó diez años después cerca del actual parque del Retiro, en la cima de la cuesta de Moyano.
Se ocupó entonces en comprar los instrumentos astronómicos y matemáticos más modernos en Londres. Además tradujo, y publicó como traductor, diversas obras de muy distinta naturaleza. En 1782 había traducido ya una obra del gran matemático Leonhard Euler de la que solo queda el manuscrito; se trata de un resumen de la Scientia navalis, un tratado de hidrostática naval escrito en dos volúmenes por Euler que había publicado este en 1749 cuando se hallaba elaborando una completa teoría analítica de la mecánica de fluidos; resumió esta obra en 1773 en francés para la formación de los cadetes navales con el título de Théorie complète de la construction et de la manoeuvre des vaisseaux mise à la portée de ceux qui s’appliquent à la navigation (2.ª ed. ampliada, París, 1776); este manual, también vertido a diferentes idiomas y difundido en las academias navales, fue el traducido por Salvador Jiménez Coronado.
En 1793 publicó en Madrid su traducción de la obra del astrónomo escocés Alexander Wilson (1714-1786) titulada Observaciones relativas a la influencia del clima en los cuerpos animados y en los vegetales. En 1795 publicó la versión en castellano de una obra del padre jesuita aragonés Vicente Requeno y Vives (1743-181), publicada originalmente en Turín el 1790 bajo el título de Principi, progressi, perfezione perdita, e ristabilimento dell’antigua arte di parlare da lungui in guerra, cavata da’Greci é Romani scritori, ed accomodata a’presenti bisogni della nostra milizia obra precursora del telégrafo óptico pues incluye los principios fundamentales de la telegrafía y los trabajos realizados por griegos y romanos en ese sentido; además, Jiménez realizó sus propios experimentos al respecto (Gazeta de Madrid, 4 de noviembre de 1794). Estuvo además vinculado a la creación, por real orden de 1796, del Real Cuerpo de Ingenieros Cosmógrafos del Estado, cuya dirección se le encomendó. Fue una institución de corta duración, pues a raíz de una serie de conflictos y disputas el propio Jiménez Coronado propuso su disolución el 31 de agosto de 1804. La misión de este efímero cuerpo era la realización del antiguo proyecto de Jorge Juan de formación de un Mapa de España, que en su momento no llegó ni a iniciarse. En 1799 escribió un informe para Mariano Luis de Urquijo, en su período de Secretario de Estado, sobre una obra de matemáticas para la enseñanza de los que se dedicaban a la construcción de instrumentos de física y astronomía, escrita por José Radón en 1794. En 1796 apareció publicada su traducción de la obra del padre escolapio Mariano Baroni (1743-1782) sobre la vida de Cicerón.
Jiménez Coronado fue el primer director del Real Observatorio de Madrid y redactó su "Reglamento", que fue publicado en el número 21 de Variedades de Ciencia, Literatura y Artes. En dicha institución enseñaba astronomía teórica José Miguel de Lavassa, y se encargaba de las observaciones astronómicas José Chaix y de las meteorológicas Modesto Gutiérrez. Como auxiliares tenían a Antonio Carbonell y Pedro de la Cantolla. El profesor José Ramón de Ibarra se encargaba del gran telescopio ayudado por Francisco Martínez de la Escalera y Pedro Colmenares.
El Conde de Aranda lo interesó en un telégrafo óptico que había sido inventado en París para mandar mensajes a larga distancia y experimentó con él. También publicó en la Gaceta de Madrid su invento de unos anteojos cromáticos (14 de octubre de 1794); sus estudios en este campo se añadieron a los de Francisco Salvá Campillo, Hurtado y Agustín de Betancourt. Los invasores franceses de 1808 destruyeron el observatorio, quemaron el telescopio y estropearon los libros, aunque se logró salvar de tapadillo una parte de la colección de instrumentos. Jiménez Coronado pidió su exclaustración, le fue concedida y pasó a formar parte del clero secular, refugiándose en Cádiz, donde se declaró liberal y partidario de la Constitución de Cádiz. Fue nombrado diputado a Cortes por La Mancha, pero su mala salud le hizo renunciar a ocupar el cargo; se retiró a Jerez y allí murió el 24 de noviembre de 1813.

## Obras
- Trad. de Mariano Baroni, Compendio histórico de la vida de Cicerón, Madrid 1776.
- Trad. de Leonhard Euler, Théorie complète de la construction et de la manoeuvre des vaisseaux mise à la portée de ceux qui s’appliquent à la navigation, manuscrito de 1782.
- Trad. de Alexander Wilson Observaciones relativas a la influencia del clima en los cuerpos animados y en los vegetales, 1793.
- Trad. de Vicente Requeno y Vives, Principi, progressi, perfezione perdita, e ristabilimento dell’antigua arte di parlare da lungui in guerra, cavata da’Greci é Romani scritori, ed accomodata a’presenti bisogni della nostra milizia, 1795.
- "Nuevo reglamento del Real Observatorio astronómico de esta Corte", en Variedades de Ciencias, Literatura y Artes: Obra Periódica, año II, tomo IV, núm. 21 p. 144 y ss.
- Pensamientos sobre la educación pública de la juventud, manuscrito inédito, Madrid, 15 de junio de 1793.